# Leptogium askotense
Leptogium askotense är en lavart som beskrevs av D. D. Awasthi. Leptogium askotense ingår i släktet Leptogium och familjen Collemataceae.   Inga underarter finns listade i Catalogue of Life.